# 美因茨新会堂

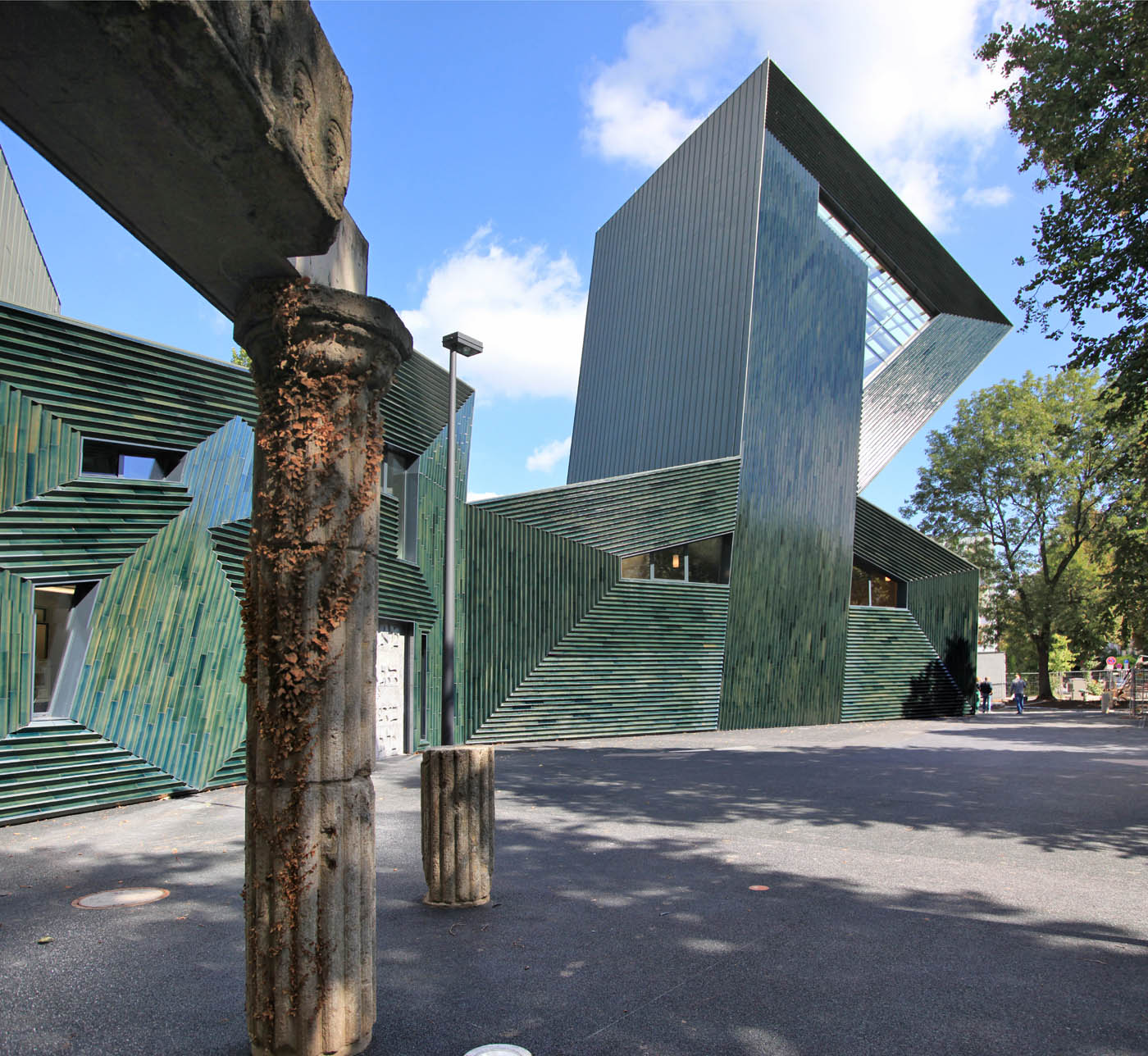
美因茨新会堂

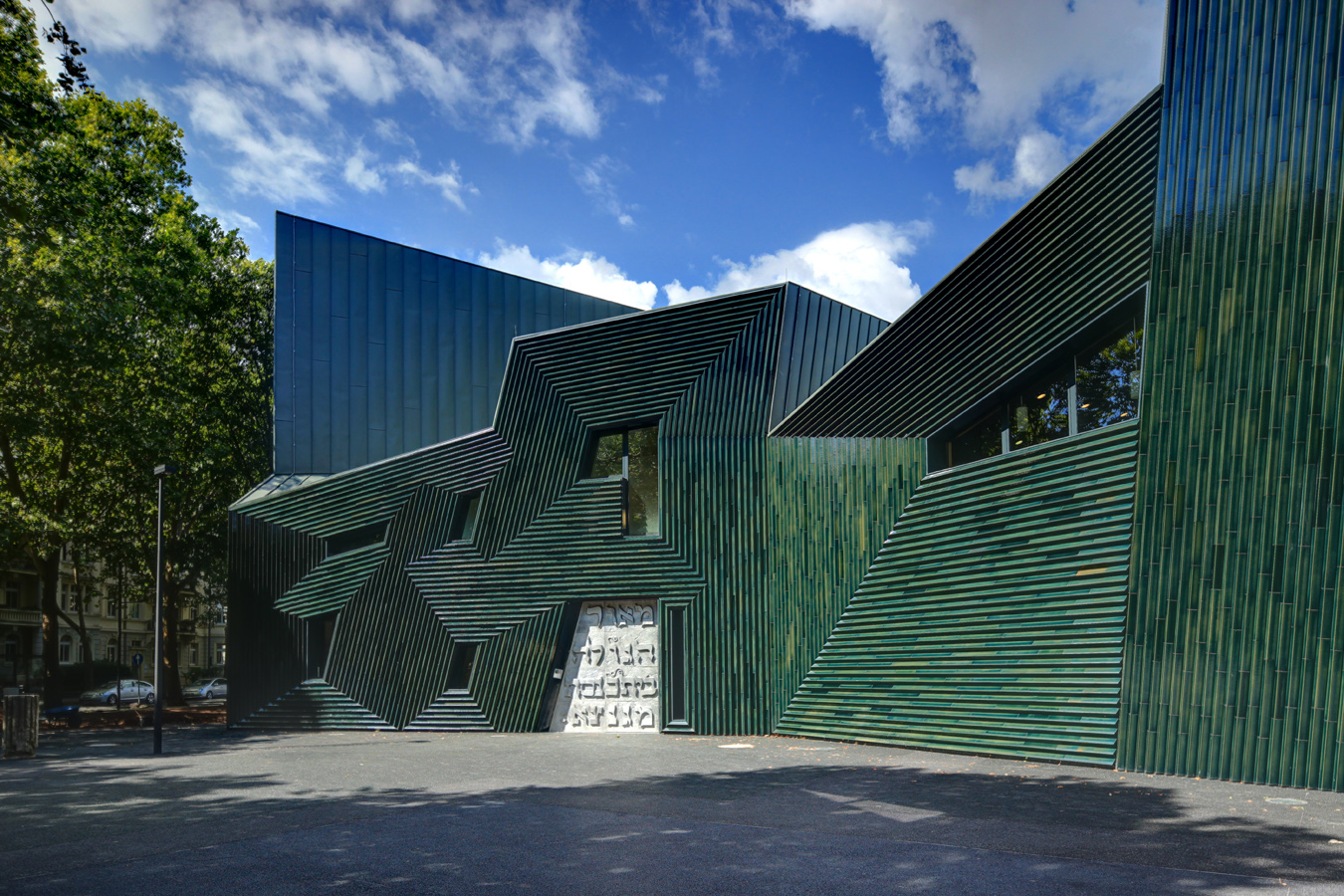

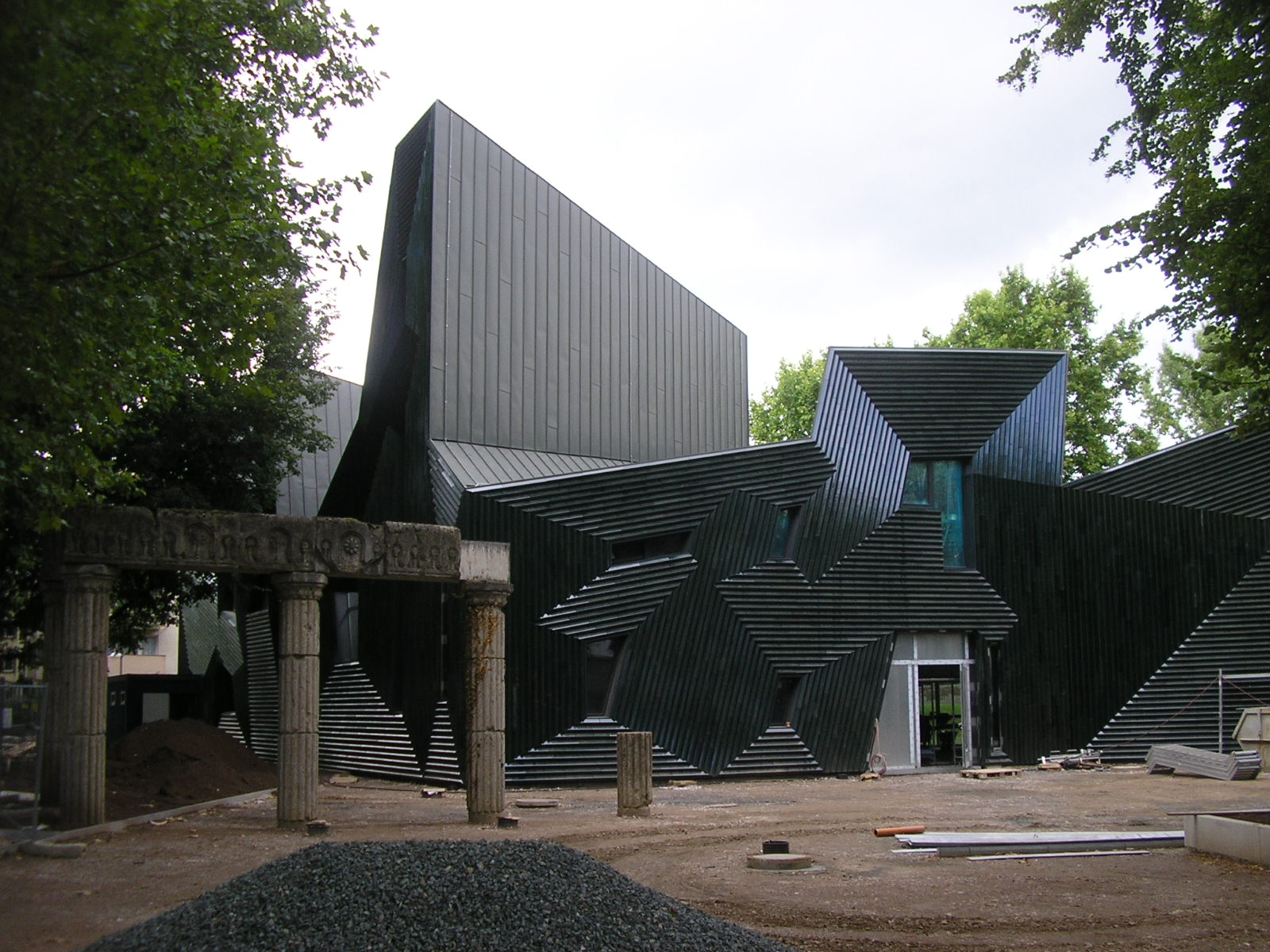

美因茨新会堂（New Synagogue Mainz）是德国美因茨的一座复建的犹太会堂，位于美因茨新城的兴登堡大街老会堂原址，其地名也更名为犹太会堂广场（Synagogenplatz）

## 历史
美因茨曾是莱茵河上重要的犹太中心，拥有令人印象深刻的犹太会堂。1938年的水晶之夜结束了这一切。二战结束后，会堂遗址容纳了一小群返回的犹太人。在柏林墙倒塌之前，该社区总数只有140人。在1990年代，增加了大量来自东欧的移民，需要新的空间。到2006年12月，该社区已增至1050名成员。
1999年，举行了新犹太会堂和犹太人社区中心的设计竞赛。获胜者是建筑师曼纽尔·赫茨。新会堂可供大约450人祈祷，相当于此前的五倍容量。这是一座解构主义建筑，类似柏林犹太博物馆。估计造价约为1100万欧元，美因茨市、莱茵兰-普法尔茨州和德意志联邦共和国各承担三分之一的费用。建筑许可在2000年颁发。但是直到2008年10月，才颁发建在原址的海关办公楼（1955年建造）的拆迁许可证。
2008年11月23日，美因茨新会堂举行了庄严的奠基仪式，许多嘉宾受邀出席。 封顶仪式于2009年10月16日举行。 落成仪式最初确定于2010年6月17日，但由于2009年冬季天气原因， 时间推迟到2010年9月3日。 这也是旧会堂在1912年的落成典礼的纪念日。总统克里斯蒂安·武尔夫、州长库特·贝克、美因茨市长延斯·贝特尔以及以色列驻德国大使约兰·本泽夫应邀出席了落成典礼。